# ليزا برادلي
ليزا برادلي (بالإنجليزية: Lisa Bradley)‏ هي فنانة ورسامة أمريكية، ولدت في 1951 في كولومبوس في الولايات المتحدة.

## وصلات خارجية
- ليزا برادلي على موقع IMDb (الإنجليزية)